# Brianna Hildebrand
Brianna Hildebrand (n. 14 august 1996, College Station⁠(d), Texas, SUA) este o actriță americană. Este cunoscută pentru rolurile sale ca Negasonic Teenage Warhead din filmele cu supereroi Deadpool (2016), Deadpool 2 (2018) și Deadpool & Wolverine (2024). Ea este cunoscută și pentru rolul ei ca Elodie Davis din Trinkets (2019-2020).
Hildebrand este deschis queer. Ea este o susținătoare vocală a drepturilor LGBTQ+ și a vorbit o dată despre propriile experiențe ca femeie queer.

## Filmografie
- 2015: Prism ... Julia
- 2016: Prima fată pe care am iubit-o (First Girl I Loved) ... Sasha
- 2016: Deadpool ... Negasonic Teenage Warhead
- 2017: Fetele Tragedie (Tragedy Girls) ... Sadie Cunningham
- 2017: Exorcistul (The Exorcist) ... Verity
- 2018: Deadpool 2 ... Negasonic Teenage Warhead
- 2019: Love Daily ... 	Lizzie
- 2019–20: Trinkets (Trinkets) ... Elodie Davis
- 2019: Jucându-se cu focul (Playing with Fire) ... Brynn
- 2020: Runt ... Gabriella
- 2021: Lucifer ... Aurora "Rory" Decker-Morningstar
- 2022: The Time Capsule ... Elise
- 2024: Deadpool & Wolverine ... Negasonic Teenage Warhead